# Glochidion styliferum
Glochidion styliferum är en emblikaväxtart som beskrevs av Johannes Jacobus Smith. Glochidion styliferum ingår i släktet Glochidion och familjen emblikaväxter. Inga underarter finns listade i Catalogue of Life.